# Rosario Abisso
Rosario Abisso (Palermo, 22 novembre 1985) è un arbitro di calcio italiano.

## Carriera
Appartiene alla sezione AIA di Palermo.
Il suo esordio assoluto avviene nel 2002, e dopo alcuni anni di gavetta, nel 2011 è promosso in CAN PRO. In totale dirige 32 partite tra cui vanta un Perugia-Frosinone all'ultima giornata che sancisce la promozione del Perugia in Serie B.
Nella stagione 2014-2015 viene promosso in CAN B esordendo alla prima giornata nella gara Modena-Cittadella (1-1) e dirigendo 18 partite di Serie B.
Il 6 gennaio 2015 esordisce in Serie A alla 17ª giornata nella gara Chievo-Torino (0-0).
Nella stagione 2015-2016 dirige 17 gare in cadetteria intervallate da 2 nuove direzioni in Serie A.
Nella stagione 2016-2017 dirige 3 partite nella massima serie e il 1º luglio 2017 viene promosso in CAN A.
Il 1º settembre 2020 viene inserito nell'organico della CAN A-B, nata dall’accorpamento di CAN A e CAN B: dirigerà sia in Serie A che in Serie B. Nella stagione 2020-2021 viene designato in 13 partite del massimo campionato e in 6 in cadetteria.
Al termine della stagione 2020-2021 vanta 71 presenze in Serie A.
Nell'ambito di una collaborazione tra l'AIA e la Federazione Cipriota, il 29 aprile 2022 dirige Pafos-Aris Limassol, con l'italiano Juan Luca Sacchi in qualità di VAR, e i due giorni successivi è VAR rispettivamente in Anorthosis-Apollon Limassol (diretta da Sacchi) e in APOEL Nicosia-AEK Larnaca (diretta dall'italiano Simone Sozza). Tutte e tre le gare erano valide per i playoff del massimo campionato di Cipro.
Il 6 aprile 2023, nell'ambito di una collaborazione tra l'AIA e la Federazione Cipriota, dirige Paphos-Omonia Nicosia, gara delle fasi finali del massimo campionato di Cipro, coadiuvato da assistenti arbitrali locali e dall'italiano Daniele Paterna in qualità di VAR.
Il 23 febbraio 2024, durante la direzione dell'incontro di Serie A Bologna-Verona, si infortuna dopo pochi minuti e viene sostituito dal quarto ufficiale Giacomo Camplone.